# Immunoprofilassi
L'immunoprofilassi è una pratica medica che racchiude le procedure di immunizzazione attiva o passiva, una pratica di profilassi che si attua a scopo preventivo verso alcune malattie.
L'immunoprofilassi attiva, che consiste nelle procedure di vaccinazione, può essere obbligatoria o facoltativa, a seconda delle direttive dei singoli Paesi e delle raccomandazioni dell’OMS, e riguarda le vaccinazioni dell'infanzia (antidifterica, antitetanica, antipolio, antiepatite B, antimorbillo, antiparotite, antirosolia, antimeningococco, antiinfluenza virale) o per alcune classi di lavoratori esposti a rischi di infezioni sul lavoro (tetano, tubercolosi, epatite).
L’immunoprofilassi passiva, o sieroprofilassi, è notevolmente diminuita rispetto al passato, e si attua nei casi di morso di serpenti o in caso di esposizione ad alcune tossine o malattie infettive.
L'immunoprofilassi combinata include entrambe le procedure, e prevede la somministrazione di immunoglobuline dopo gli esordi della malattia o l’esposizione all’agente infettante seguita poi dalla vaccinazione.